# Cantó d'Andusa
El cantó d'Andusa és un cantó del departament francès del Gard, situat al districte d'Alès. Té 8 municipis i el cap cantonal és Andusa.

## Municipis

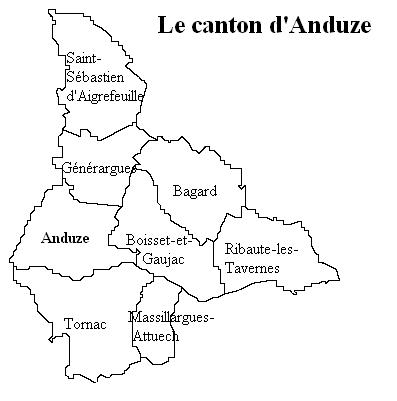
Municipis del cantó d'Anduze

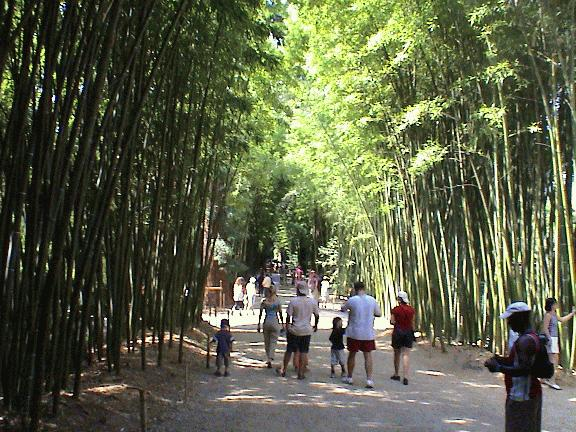
La Bambouseraie de Prafrance a Générargues

- Andusa
- Bagarn
- Boisset e Gaujac
- Generargues
- Macilhargues e Atuèg
- Ribauta e las Tavèrnas
- Sent Sebastian d'Agrifuèlh
- Tornac